# Селіба
Селіба (біл. вёска Сяліба) — село в складі Березинського району Мінської області, Білорусь. Село є адміністративним центром Селібської сільської ради, розташоване в східній частині області.